# Couvent de Santa Maria la Nova
Le couvent de Santa Maria la Nova était un couvent de Naples, sous l'ordre des Frères mineurs, actif entre 1279 et 1811 ; il fait partie du complexe monumental de Santa Maria la Nova et ses locaux abritent le musée d'Art religieux contemporain et l'université télématique Pegaso.

## Histoire
Le couvent a été construit à partir de 1279, l'année où les travaux de construction de l'église de Santa Maria la Nova ont commencé, après la donation du terrain par Charles Ier d'Anjou, à la suite de la démolition de l'église de Santa Maria ad Palatium, avec un monastère attenant des frères mineurs, pour faire place au Castel Nuovo. Au fil des ans, le couvent a accueilli la congrégation de Monte de Musica, une école pour former des chanteurs, des calligraphes et des poètes, des copistes qui travaillaient au XVe siècle. Le couvent a également été le siège d'études scientifiques et théologiques, en particulier au XVIIe siècle, et a également accueilli une infirmerie, active même après sa fermeture. Avec l'arrivée des Français à Naples, Joachim Murat décrète la dissolution des ordres monastiques dans le royaume de Naples et le couvent est fermé en 1811.

## Description
L'entrée du couvent est située sur le côté gauche de l'église de Santa Maria la Nova, dans ce qui était auparavant la chapelle dédiée à Saint Onofrio : elle donne sur deux cloîtres, le plus petit (chiostro minore), appartenant à l'ensemble monumental de Santa Maria la Nova, et le plus grand (chiostro maggiore), destiné aux offices de la province.

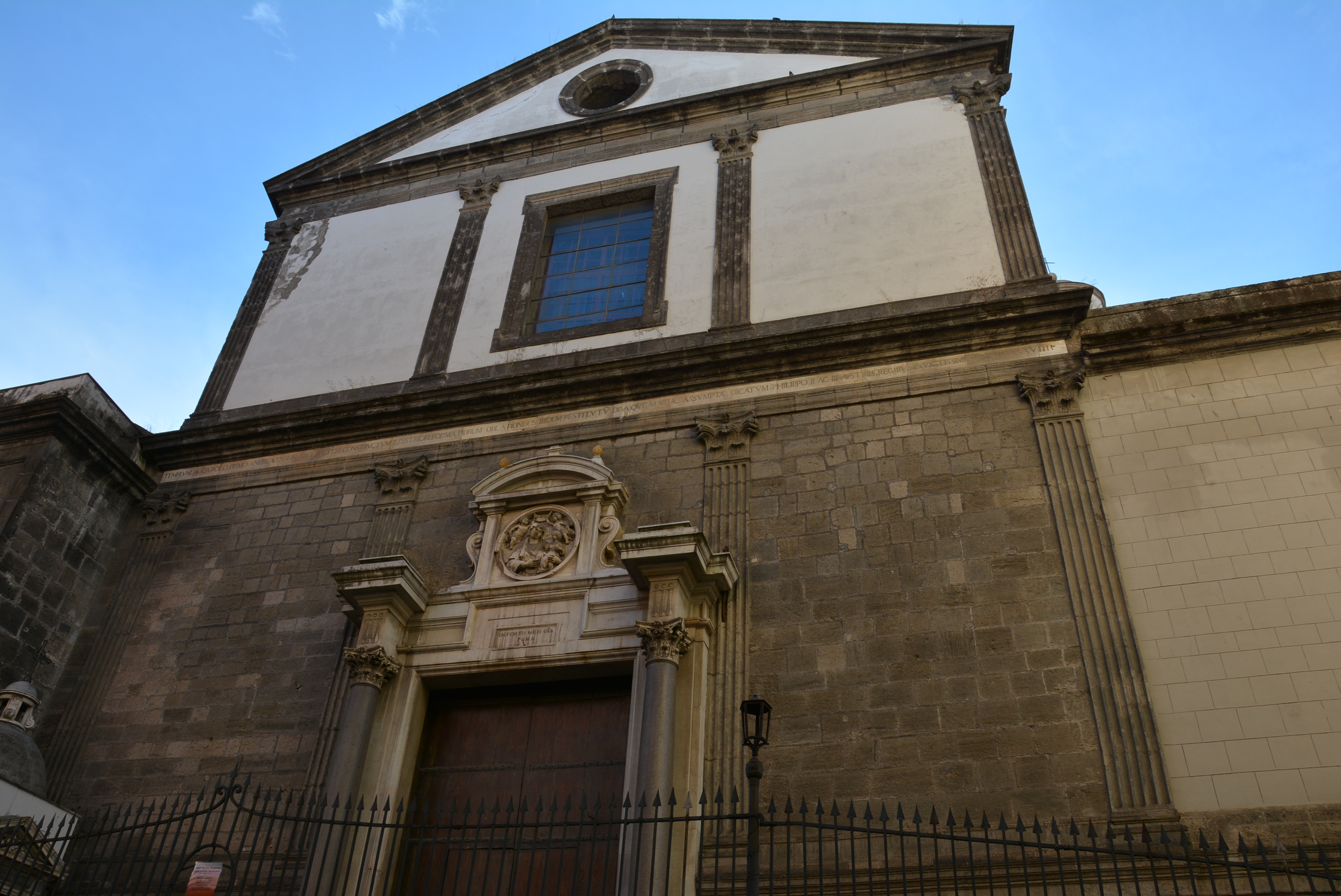
Façade extérieure du couvent

### Cloître mineur
Le cloître mineur, également connu sous le nom de San Giacomo, date de la fin du XVIe siècle, œuvre de Giovanni Cola di Franco, est de forme rectangulaire, entouré sur quatre côtés d'une colonnade à colonnes ioniques reposant sur un mur, où une porte en fer forgé permet d'accéder à la cour centrale, dans laquelle se trouve un puits en marbre. Le déambulatoire s'enrichit d'un cycle de fresques sur San Giacomo della Marca, attribuées à Andrea di Leone et à ses auxiliaires, réalisées à la fin du XVIIe siècle ; dans la même zone se trouvent également plusieurs tombes, précédemment conservées dans l'église avant les travaux de reconstruction à la fin du XVIe siècle : pierre tombale de Pascale Diaz Garlon de 1487, monument sépulcral de Macedonio, celui de Costantino Castriota Scanderberg de 1500, réalisé par Jacopo della Pila, monument de Gaspare Siscaro, sépulture de Porzia Tomacelli, sépulcre de Matteo Ferrillo de 1499, également de della Pila et considéré par certains érudits comme le tombeau de Vlad III l'Empaleur, monument de Sanzio Vitagliano sur lequel un Christ ressuscité est apposé, attribué à Jacopo della Pila à partir de 1496, sépulture Trecastelli et sépulture Vena.
De l'autre côté de l'entrée du cloître se trouvent la sacristie et le réfectoire ; ce dernier, avec une voûte en coquille construite au XVIe siècle, a été divisé en deux : dans la première zone il y a une fresque d'Andrea Sabatini ou de Bramantino, Montée au Calvaire, en plus d'une chaire sculptée de bas-reliefs représentant saint Michel, saint François et le crucifix, tandis que dans la seconde zone une fresque de Francesco da Tolentino avec une partie centrale représentant l'Adoration des Mages entre saints François et Bonaventure, dans la partie inférieure l'Annonciation et la Nativité et dans la lunette le Couronnement de la Vierge ; sur le mur du fond un tondo en marbre avec Vierge à l'Enfant par un inconnu du début du XVIe siècle. Toutes les salles de l'étage supérieur qui font face au cloître mineur sont occupées par le musée d'art religieux contemporain, tandis que celles qui s'ouvrent autour du cloître, y compris le réfectoire, sont utilisées par l'université télématique Pegaso, pour des événements, congrès et cérémonies.

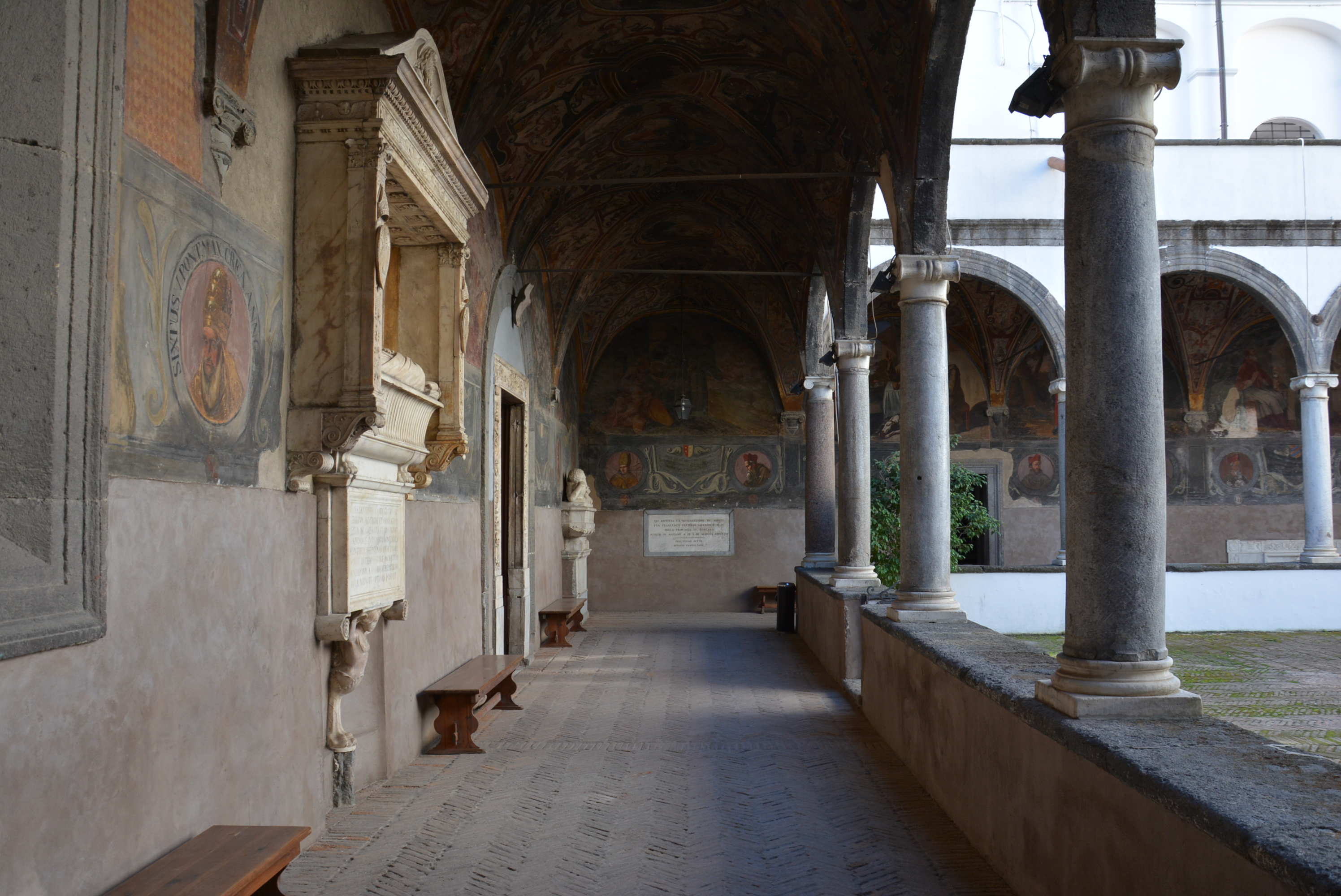
Le déambulatoire du cloître mineur
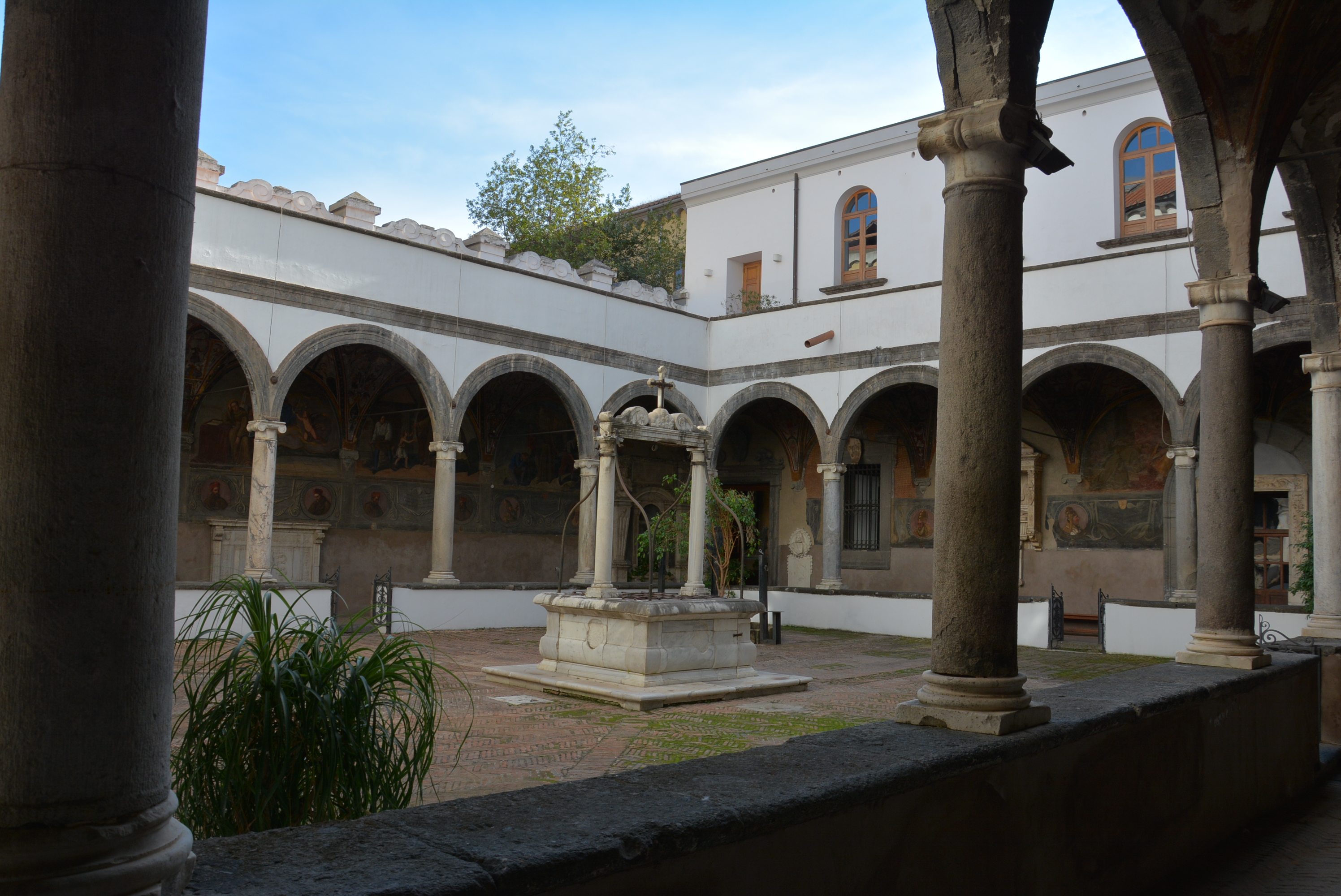
Petit cloître
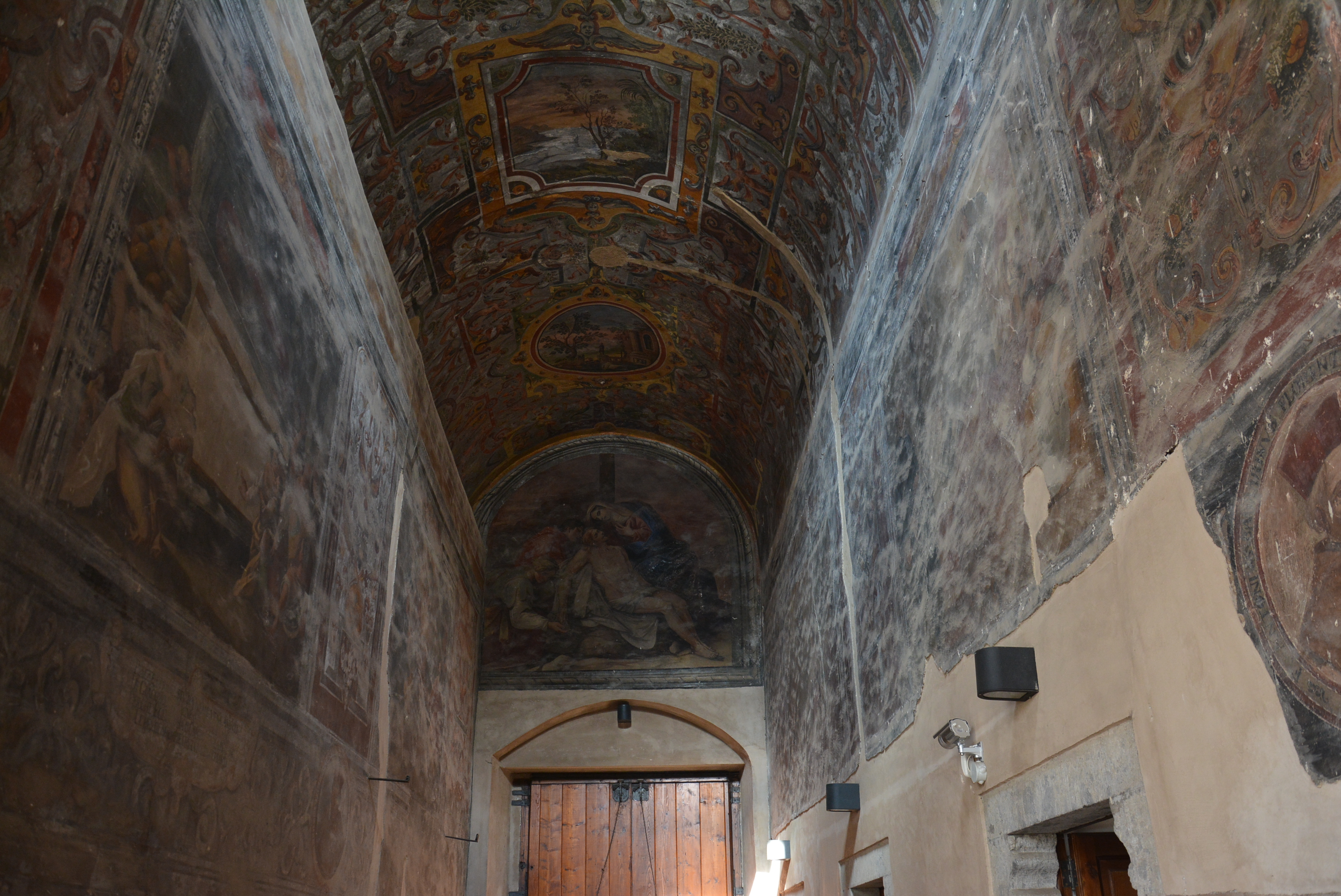
Fresques du petit cloître
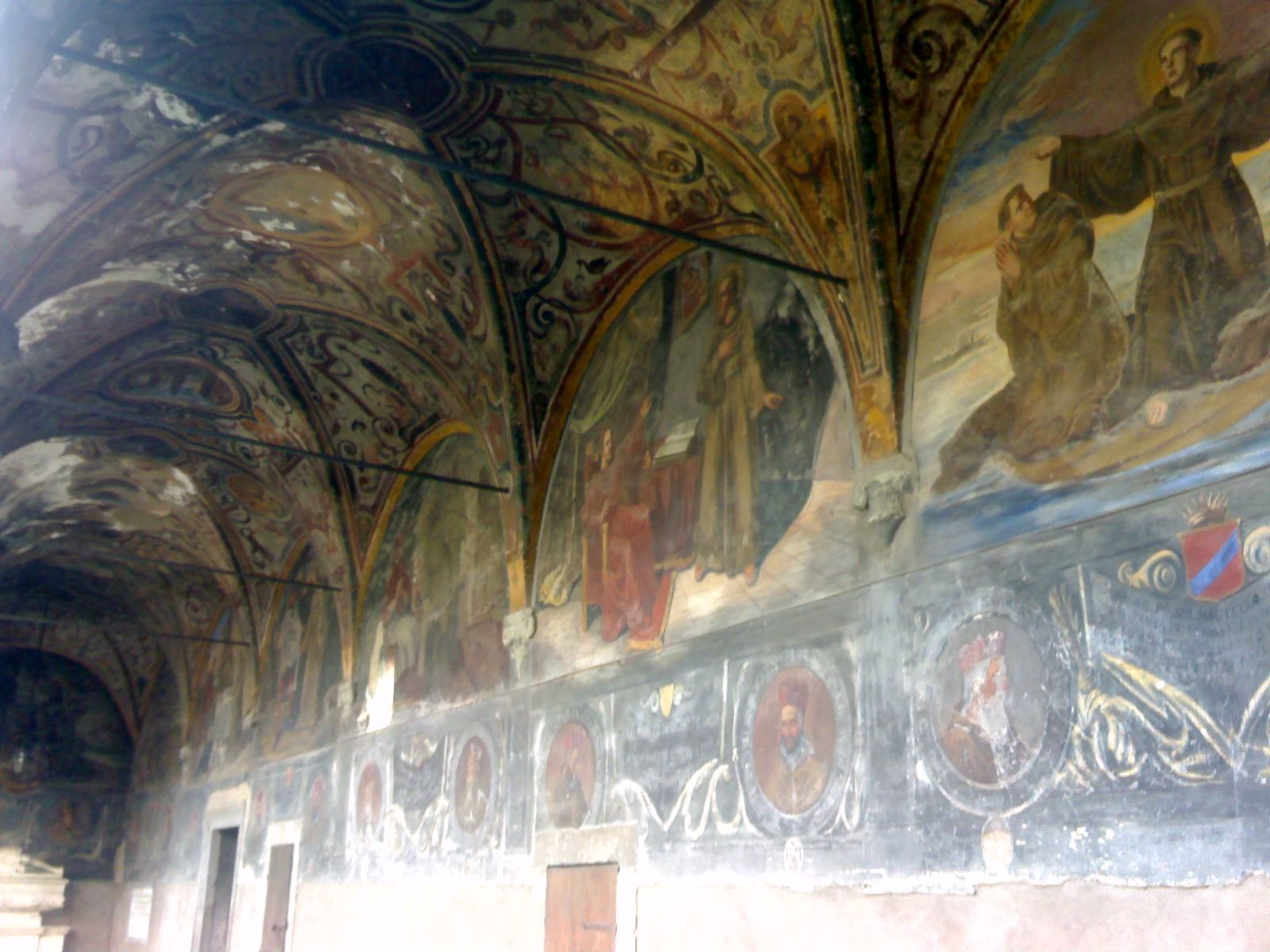
Fresques du petit cloître
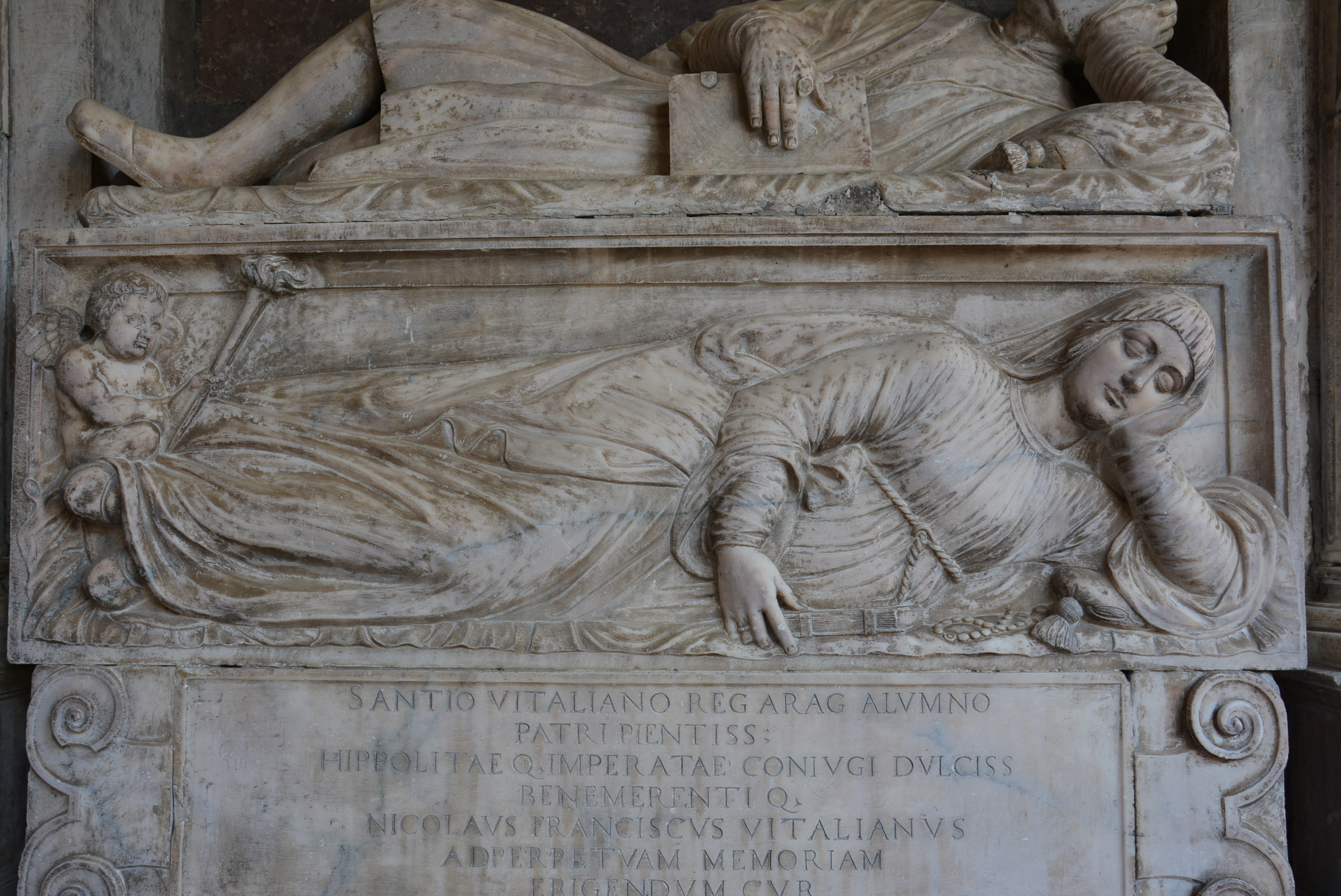
Monument funéraire

### Cloître majeur

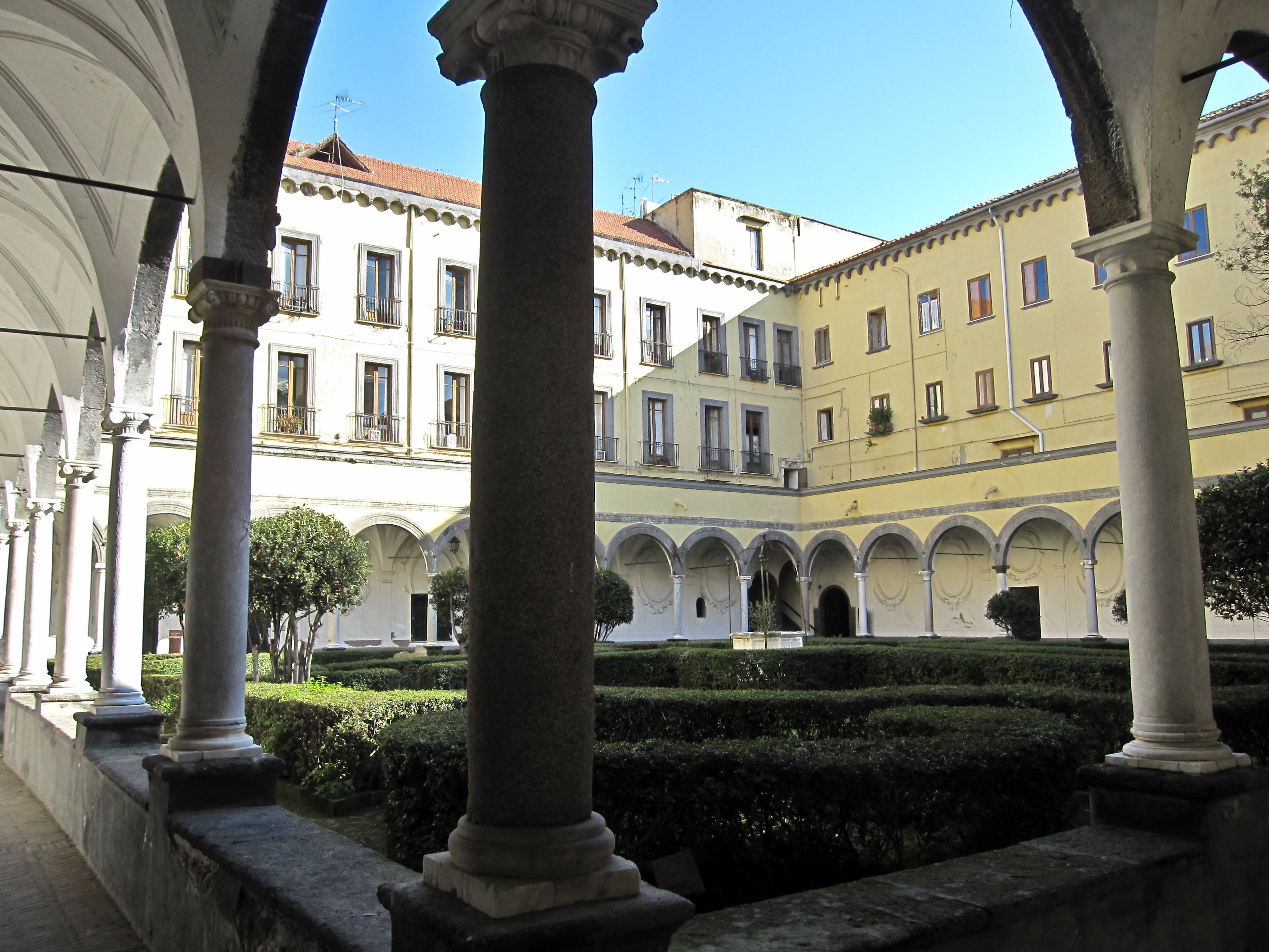
Le cloître principal

Le cloître principal, également connu sous le nom de San Francesco, auquel on accède par une entrée à gauche de l'entrée du couvent, a un plan carré et de style toscan : il a neuf arches de chaque côté, avec des colonnes en marbre blanc et des chapiteaux en granit. Jusqu'en 1747, il possédait un cycle de fresques, Histoires de la vie de San Francesco peintes par Luigi Rodriguez, qui a ensuite été effacé en raison du mauvais état de conservation ; parmi les œuvres d'art, il abrite deux statues, une dans le hall d'entrée, Astronomie, de Girolamo d'Auria, et Loi, de Francesco Cassano ; dans une pièce, autrefois en communication avec la cuisine, se trouve un médaillon représentant la Vierge à l'Enfant du XVIe siècle.
Attenant au couvent se trouvait également une infirmerie, existant dès 1575 et active jusqu'à la fin du XIXe siècle : les locaux occupés ont été en partie perdus, en partie incorporés aux maisons environnantes ; d'après des dessins de 1868 trouvés au siège de la province de Naples, elle devait avoir une cour, dominée par plusieurs pièces, sur deux étages et avec une sorte de pont qui la mettait en communication directe avec l'église de Santa Maria la Nova. Dans l'infirmerie se trouvait également une église, originellement dédiée à Saint Erasme, puis profanée et désacralisée au début du XVIe siècle, pour être reconsacrée, cette fois à la sainte Immaculée Conception, dont elle abritait la congrégation : celle-ci avait une nef unique, avec deux chapelles de chaque côté ; elle subit également des travaux de restauration en 1773, et abrita la sépulture de Giovanni Paisiello à partir de 1816, pour être démolie à la fin du XIXe siècle.

## Le musée d'art religieux contemporain
À l'étage supérieur du bâtiment, dans les anciennes cellules des moines, se trouve le musée d'Art religieux contemporain, créé en 2006 grâce à des dons d'œuvres de divers artistes, dont Riccardo Dalisi.